# Eduard Bacmeister
Eduard Otto Bacmeister (* 16. September 1825 in Nürtingen; † 4. Juli 1922 in Stuttgart) war ein württembergischer Verwaltungsbeamter.

## Leben und Werk
Eduard Bacmeister war der zweite Sohn des Gerichtsnotars Christoph Heinrich Wilhelm Bacmeister (1795–1867) aus dem württembergischen Zweig der Familie Bacmeister und seiner Ehefrau Karolina Barth (1795–1826). Der Oberkirchenrat Albert Bacmeister war sein Halbbruder aus der zweiten Ehe seines Vaters und dessen Sohn Walther Bacmeister sein Neffe.
Eduard Bacmeister besuchte das Pädagogium in Esslingen am Neckar (das heutige Georgii-Gymnasium) und das Lyzeum in Tübingen. Nach einer Ausbildung zum Schreiber studierte Eduard Bacmeister von 1845 bis 1851 Regiminalwissenschaften in Tübingen. Er war Mitglied der Burschenschaft Nordland Tübingen.
Seine berufliche Laufbahn begann als Assistent bei der Stadtdirektion Stuttgart und beim Oberamt Böblingen. Von 1858 bis 1868 arbeitete er als Aktuar beim Oberamt Balingen und von 1868 bis 1869 als Kollegialhilfsarbeiter bei der Regierung des Jagstkreises in Ellwangen. 1869 wurde er Oberamtsverweser und 1870 Oberamtmann beim Oberamt Gerabronn. Von 1873 bis 1979 war er Oberamtmann beim Oberamt Sulz. 1879 trat er in den Ruhestand. 
Bacmeister war verheiratet mit Christiane Bender (1840–1915), mit der er die Kinder Eduard (1863–1905) und Clara (1867–1940) hatte.